# 裸茎碎米荠
裸茎碎米荠（学名：Cardamine scaposa）是十字花科碎米荠属的植物，是中国的特有植物。分布于中国大陆的河北、陕西、山西等地，常生于山坡灌丛中以及林下潮湿处，目前尚未由人工引种栽培。

## 别名
落叶梅（陕西平利）